# Iva Zanicchi canta Cristiano Malgioglio
Iva Zanicchi canta Cristiano Malgioglio è una raccolta della cantante italiana Iva Zanicchi, pubblicato il 18 febbraio 2022.
Il disco contiene le canzoni più celebri scritte da Cristiano Malgioglio per Iva Zanicchi, molte delle quali mai editate prima su CD. Contiene inoltre, come bonus track, il brano ‘’Ardente’’ in una nuova versione ‘’remix’’ realizzata per l’occasione da Malgioglio. Il concept dell'album è di Angelo Perrone.

## Tracce
1. Per te – 4:10 (testo: Cristiano Malgioglio – musica: Giampiero Felisatti)
2. Chi (mi darà) – 3:30 (testo: Cristiano Malgioglio, Umberto Balsamo – musica: Umberto Balsamo)
3. Ardente – 4:06 (testo: Cristiano Malgioglio – musica: Corrado Castellari)
4. Ha scelto me – 3:25 (testo: Cristiano Malgioglio, Agepê – musica: Agepê)
5. Testarda io (La mia solitudine) – 4:10 (testo: Cristiano Malgioglio – musica: Roberto Carlos)
6. A parte il fatto – 4:15 (testo: Cristiano Malgioglio – musica: Corrado Castellari)
7. Hotel motel – 5:30 (testo: Cristiano Malgioglio – musica: Corrado Castellari)
8. Libera, senza complessi – 3:41 (testo: Cristiano Malgioglio – musica: Leonard Haynes, Ronald F. Rose)
9. Incontro – 3:37 (testo: Cristiano Malgioglio – musica: Giampiero Felisatti)
10. Tu… Playboy – 4:35 (testo: Cristiano Malgioglio – musica: Ezio Leoni)
11. A malapena – 3:10 (testo: Cristiano Malgioglio, Iva Zanicchi – musica: Mario Balducci)
12. Dimmi se c’è lei – 3:40 (testo: Cristiano Malgioglio – musica: Italo Ianne, Roberto Lipari)
13. Ciao, cara, come stai? – 3:50 (Cristiano Malgioglio, Claudio Daiano, Dinaro, Italo Ianne)
14. È così che ti voglio – 4:05 (testo: Cristiano Malgioglio – musica: Ezio Leoni, Italo Ianne)
15. Caro Pietro – 3:42 (testo: Cristiano Malgioglio – musica: Bibap)
16. Sei contento – 3:45 (testo: Cristiano Malgioglio – musica: Ezio Leoni, Italo Ianne, Roberto Lipari)
17. Agrodolce – 3:05 (testo: Cristiano Malgioglio – musica: Ninni Carucci)
18. La gelosia (duetto con Cristiano Malgioglio) – 5:01 (Cristiano Malgioglio, Erasmo Carlos, Roberto Carlos, John Hartford)
19. Confessioni – 4:20 (testo: Cristiano Malgioglio, Dante Pieretti – musica: Italo Ianne, Roberto Lipari)
20. Ardente (Cristiano Malgioglio Remix) – 4:06 (testo: Cristiano Malgioglio – musica: Corrado Castellari)